# Beetlejuice
Beetlejuice es una película de comedia de terror y fantasía estadounidense de 1988, dirigida por Tim Burton, a partir de un guion de Michael McDowell y Warren Skaaren, basado en una historia de McDowell y Larry Wilson. Está protagonizada por Alec Baldwin, Geena Davis, Jeffrey Jones, Catherine O'Hara, Winona Ryder, y Michael Keaton como el personaje principal. 
Siendo la primera entrega de la franquicia de Beetlejuice, la trama gira en torno a una pareja recientemente fallecida. Como fantasmas, no se les permite salir de su casa. Ante esto, se ponen en contacto con Beetlejuice, un carismático «bioexorcista» del inframundo, con la finalidad de ahuyentar a los nuevos habitantes de la casa. La cinta presenta de forma destacada canciones de los álbumes Calypso y Jump Up Calypso de Harry Belafonte.
Beetlejuice fue estrenada en los Estados Unidos el 30 de marzo de 1988, por Warner Bros. La película fue un éxito comercial y de crítica, recaudando 74,7 millones de dólares con un presupuesto de 15 millones de dólares. Ganó el Óscar al mejor maquillaje y peluquería y tres Premios Saturn por: Mejor Película de Terror, Mejor maquillaje, y Mejor actriz de reparto para Sylvia Sidney. El éxito del filme generó una serie de televisión animada, videojuegos, y un musical escénico de 2018.
Su secuela, Beetlejuice Beetlejuice, se estrenó en cines el 6 de septiembre de 2024.

## Argumento
En Winter River, Connecticut, Bárbara y Adam Maitland deciden pasar sus vacaciones decorando su idílica casa de campo. Mientras regresan a casa después de un viaje a la ciudad, Bárbara se desvía para evitar a un perro y el auto se hunde en el río. Después de regresar a casa, ella y Adam notan que su imagen no se refleja en el espejo.
Cuando Adam intenta salir de la casa, él termina en un extraño y sobrenatural paisaje desértico poblado por enormes «gusanos de arena». El encuentro le dura sólo unos segundos, pero después de que Bárbara lo rescata, dice que estuvo ausente durante dos horas. Luego ellos encuentran un Manual para Difuntos Recientes, lo que les lleva a darse cuenta de que se ahogaron en el río y se han convertido en fantasmas.
La casa se vende y los nuevos propietarios, la familia Deetz, llegan desde la ciudad de Nueva York. Charles Deetz es un ex promotor inmobiliario que ahora, gracias a su esfuerzo y dedicación, disfruta de la vida convertido en un exitoso empresario; su segunda esposa, Delia, es una mujer hermosa e inteligente, bien reconocida como escultora y artista conceptual; y la hija de Charles de su primer matrimonio, Lydia, es una adolescente gótica aspirante a fotógrafa, con una actitud distante y sombría que la hace odiar su vida y a su madrastra. Bajo la dirección del diligente diseñador de interiores Otho, la familia transforma la casa en una obra de arte posmoderno de nueva ola.
Consultando el Manual, los Maitland viajan a una sala de espera de otro mundo poblada por otras almas afligidas, donde descubren que la otra vida está estructurada según una compleja burocracia que involucra vales y asistentes sociales. La asistente social de los Maitland, Juno, les dice que deben permanecer en la casa durante los próximos 125 años bajo pena de sufrir un destino terrible. Si quieren que los Deetz salgan de la casa, les corresponde a los Maitland ahuyentarlos.
Adam y Barbara son invisibles para Charles y Delia, pero Lydia puede verlos; ella atribuye su intuición paranormal a su naturaleza «extraña e inusual». En contra del consejo de Juno, los Maitland contactan al único personaje no muerto que Juno desprecia y de quien se arrepiente de haberlo tenido una vez como asistente; un fantasma pícaro, chillón, repugnante y chapucero llamado Betelgeuse (el cual para facilitar la pronunciación más tarde se refiere así mismo como «Beetlejuice»), quien emprende un negocio propio como «bioexorcista» independiente, y se vale de sus dudosos métodos para ahuyentar a los vivos a cualquier precio.
Beetlejuice rápidamente ofende a los Maitland con todo y su comportamiento crudo, desagradable y literalmente morboso. Reconsideran la decisión e intentan deshacer el contrato, pero ya es demasiado tarde para evitar que este bioexorcista tan grosero y repulsivo cause estragos entre los Deetz, en especial en Lydia, debido a que él no puede evitar la extraña, pero fuerte atracción que siente por ella. El encanto de la pequeña ciudad ya forjada por Beetlejuice y los acontecimientos sobrenaturales inspiran a Charles a proponerle a su jefe, Maxie Dean, que transforme la ciudad en un lugar turístico, pero Maxie quiere pruebas de los fantasmas. Utilizando el Manual para Difuntos Recientes, Otho lleva a cabo lo que cree que es una sesión de espiritismo y convoca a Adam y Bárbara, usando sus ropas de boda, pero comienzan a envejecer y decaer, ya que Otho, sin saberlo, realizó un exorcismo.
Horrorizada, Lydia pide ayuda a Beetlejuice, pero él sólo la ayudará si ella se casa con él; casarse con una humana permitiría al fantasma disfrutar de la libertad y ocasionar el caos en el mundo de los mortales. Lydia acepta el trato, debido a que ella no tiene otra opción, e invoca al bioexorcista diciendo su nombre tres veces y sin interrupción. Beetlejuice hace su entrada magistral, salva a los Maitland justo a tiempo y se deshace de Maxie, de la esposa de Maxie, y de Otho, permitiendo a Lydia reunirse de nuevo con su familia; luego, Beetlejuice prepara una boda para él y Lydia ante un ministro espantoso, con Charles y Delia de testigos. Los Maitland intervienen antes de que se complete la ceremonia, con Adam manejando un auto de juguete que colisiona con Beetlejuice, y Barbara montando un gusano de arena por la casa, que devora al bioexorcista acabando así con el alboroto del fantasma para siempre.
Los Deetz y Maitland acuerdan vivir en armonía dentro de la casa. Barbara y Adam forman un vínculo más fuerte con Lydia, y ella los persuade para que de vez en cuando desaten sus poderes fantasmales, incluida la posesión espiritual. Beetlejuice está atrapado en la sala de espera del más allá. Él le roba un billete numérico a un curandero, quien a cambio le encoge la cabeza.

## Reparto
- Michael Keaton como Betelgeuse/Beetlejuice
- Alec Baldwin como Adam Maitland
- Geena Davis como Barbara Maitland
- Jeffrey Jones como Charles Deetz
- Catherine O'Hara como Delia Deetz
- Winona Ryder como Lydia Deetz
- Sylvia Sidney como Juno
- Robert Goulet como Maxie Dean
- Dick Cavett como Bernard
- Glenn Shadix como Otho Fenlock
- Annie McEnroe como Jane Butterfield
- Simmy Bow como conserje
- Maree Cheatham como Sarah Dean
- Carmen Filpi como hombre atropellado empleado como mensajero en la sala de espera del inframundo
- Tony Cox como el predicador que Beetlejuice convoca para su boda con Lydia
  - Jack Angel proporciona la voz del personaje
- Susan Kellermann como Grace
- Adelle Lutz como Beryl
- Patrice Martinez como Miss Argentina

## Producción

### Guion
El éxito financiero de La gran aventura de Pee-Wee (1985) significó que Tim Burton ya era considerado un director «financiable», y pronto comenzó a trabajar en el guion de Batman con Sam Hamm. Warner Bros. estaba dispuesta a pagar para el desarrollo del guion. Mientras tanto, Burton había comenzado a leer los guiones que le habían sido enviados, y fueron rechazados por su falta de imaginación y originalidad, siendo uno de ellos Hot to Trot. David Geffen entregó luego a Burton el guion para Beetlejuice, escrito por Michael McDowell (quien escribió el guion de «The Jar», un episodio de Alfred Hitchcock Presents dirigido por Burton).
Wilson fue contratado para continuar el trabajo de reescritura con McDowell, aunque Burton sustituyó a McDowell y Wilson por Skaaren debido a diferencias creativas. La opción original de Burton para Beetlejuice era Sammy Davis, Jr., pero Geffen había sugerido a Michael Keaton. Burton desconocía el trabajo de Keaton, pero se convenció rápidamente. Burton contrató a Winona Ryder por su rol en Lucas. Catherine O'Hara firmó rápidamente, mientras que Burton afirmó que se tomó mucho tiempo para convencer a los otros miembros del reparto para firmar, porque «no sabían qué pensar sobre el extraño guion».

### Rodaje
El presupuesto de Beetlejuice era de quince millones de dólares estadounidenses, con solo un millón para los efectos visuales. Teniendo en cuenta la escala y el alcance de los efectos, que incluyeron el stop motion, animación por sustitución, maquillaje prostético, títeres y pantalla azul, fue siempre la intención de Burton hacer un estilo similar al cine B con el que él creció. «Quería darle un aspecto barato y deliberadamente falso», comentó Burton.
Burton había querido contratar a Anton Furst como diseñador de producción después de impresionarse con su trabajo en The Company of Wolves (1984) y Full Metal Jacket (1987), aunque Furst se comprometió con High Spirits, una elección que más tarde lamentó. En su lugar empleó a Bo Welch, su futuro colaborador en Edward Scissorhands (1990) y Batman Returns (1992). Las proyecciones de prueba fueron recibidas positivamente y llevaron a Burton a filmar un breve epílogo para la cinta, en el cual Beetlejuice hace enojar a un médico brujo. A Warner Bros no le gustaba el título Beetlejuice y querían llamarla House Ghosts. Como una broma, Burton sugirió el nombre Scared Sheetless y se horrorizó cuando el estudio consideró realmente usarlo. Las escenas de exteriores fueron filmadas en Corinth, Vermont. El rodaje comenzó el 11 de marzo de 1987 y finalizó el 11 de junio de ese mismo año.

## Recepción

### Taquilla
Beetlejuice casi sextuplicó su presupuesto de quince millones de dólares y consiguió así una recaudación de 84,6 millones en el mundo entero. Así se colocó entre las quince películas más taquilleras de 1988.

### Premios y nominaciones
- Ganó el premio Óscar al mejor maquillaje y peluquería en 1988.
- Fue nominada a dos premios BAFTA, por mejores efectos especiales visuales y maquillaje.

## Secuela
En 2012 se planeó una secuela que nunca se llegó a producir, que se titularía Beetlejuice Goes Hawaiian.
En 2023, se anunció una secuela con Tim Burton en la dirección y el regreso de Michael Keaton, Winona Ryder y Catherine O’Hara; además de Jenna Ortega interpretando a la hija de Lydia.En enero de 2024 se presentó el primer póster de Beetlejuice Beetlejuice — titulada en España como Bitelchús Bitelchús— con fecha de estreno el 6 de septiembre, que será estrenada en cines por Warner Bros. El 22 de marzo, se estrenó el primer tráiler mundial de la película.